# Accroupissements
Pour l’article homonyme, voir Accroupissement.
Accroupissements est un poème d'Arthur Rimbaud écrit en 1871. Il est inséré dans la lettre adressée à Paul Demeny du 15 mai 1871 (dite « Seconde lettre du voyant »).
Ce poème, le dernier des trois contenus dans cette lettre (après Chant de guerre parisien et Mes petites amoureuses) est présenté ironiquement par son auteur comme un « chant pieux ».
Composé de sept quintils d'alexandrins, Accroupissements raconte les trois moments de la journée de « frère Milotus », rythmés par ses défécations.
Derrière la figure de frère Milotus, le critique Steve Murphy estime qu'il faut en fait reconnaître l'essayiste ultramontain Louis Veuillot.